# Đại lễ Kim Cương của Nữ vương Anh Elizabeth II
Đại lễ Kim Cương của Nữ vương Anh Elizabeth đệ nhị (Elizabeth II) là một buổi lễ kỷ niệm đa quốc gia trong suốt năm 2012 để đánh dấu mốc 60 năm Nữ vương trị vì ngai vàng bảy quốc gia sau cái chết của cha mình, vua Geogre VI vào ngày 6 tháng 2 năm 1952. Nữ vương Elizabeth II là Nữ vương đương vị ngày nay của 16 quốc gia có chủ quyền (tăng lên từ số 7 quốc gia lúc đầu và được gọi chung là "nhóm Vương quốc Khối Thịnh vượng chung Anh"), 12 nước trong số này trước kia là thuộc địa của Anh hay là nước tự trị phụ thuộc Anh, lúc Nữ vương bắt đầu lên ngôi.
Trước đó, trong vương triều chỉ mới có Victoria của Anh là từng tổ chức đại lễ Kim cương năm 1897 trong lịch sử Anh  Canada, Úc, New Zealand và vài vương quốc khác trong Khối Thịnh vượng chung Anh. Tiếp nối truyền thống của kỳ đại lễ kim cương trước thì Huy chương Kỷ niệm Lễ kim cương của Nữ vương Anh Elizabeth II sẽ được trao tặng trong một số quốc gia khác nhau và sẽ tổ chức các ngày lễ, sự kiện lớn trong toàn Khối thịnh vượng chung. Các kế hoạch đã được bàn thảo tại Hội nghị Nguyên thủ Khối thịnh vượng chung vào năm 2011.

## Hoạt động
Elizabeth II, 2012
Trong tháng 2 năm 2012, theo lời một cố vấn cao cấp là Nữ vương đặt hai hướng dẫn cho kế hoạch tổ chức lễ kỷ niệm của mình: giảm thiểu việc sử dụng các quỹ công, và không ai "bị buộc phải ăn mừng".
Tại buổi Hội nghị Nguyên thủ Khối thịnh vượng chung năm 2011 tại Perth, Úc, thủ tướng Anh Quốc David Cameron công bố sự hình thành quỹ Elizabeth Diamond Jubilee Trust (Quỹ Kỷ niệm Lễ kim cương Elizabeth), được chính thức ra mắt tại Anh quốc ngày 6 tháng 2 năm 2012. Chủ tịch quỹ là cựu thủ tướng John Major, quỹ đó có mục đích để giúp đỡ các tổ chức từ thiện và các dự án trong khắp các quốc gia của Khối thịnh vượng chung, tập trung chủ yếu vào các vấn đề Y tế (Điều trị bệnh tật) và hỗ trợ tất cả các loại hình giáo dục và văn hóa. Vào đầu năm 2012, thủ tướng úc Julia Gillard công bố rằng Crown-in-Council sẽ đóng góp A$5,4 triệu vào quỹ Diamond Jubilee Trust. Crown-in-Council của Tân Tây Lan sau đó đóng góp $1 triệu vào quỹ. Chính phủ Canada tuyên bố rằng cựu thủ tướng Jean Chrétien sẽ đại diện cho Canada trong quỹ.
Sự kiện quan trọng đầu tiên trong năm đại lễ này là cuộc thi Diamond Jubilee Pageant, còn được gọi là The World Comes to Windsor, là một cuộc diễu hành những người đi ngựa vào lâu đài Windsor để ăn mừng sự viếng thăm của Nữ vương đến hơn 250 quốc gia và cảm xúc của bà cho ngựa. Cuộc diễu hành, bao gồm tới 550 con ngựa và 1.100 người biểu diễn các tiết mục nghệ thuật đến từ khắp nơi trên thế giới. Cuộc diễu hành được tổ chức vào những buổi chiều vào những ngày 10, 11, và 13 tháng 5 năm 2012, sau khi sự kiện Royal Windsor Horse Show hàng năm đã được tổ chúc. Nữ vương đã tham gia vào buổi tối cuối cùng của buổi diễu hành. Google còn trưng bày hình logo cho ngày đại lễ kim cương và mô tả những sự nổi bật về tiểu sử của Nữ vương và chó corgis và kim cương. Top Trumps tôn vinh những sự kiện cùng với sự phát hành trò chơi đại lễ nữ hoàng Top Trumps trên máy đi thoại di động. Nó đã trở thành một trò chơi được yêu thích.

Logo Google Doodle của Google được tạo ra để đánh dấu sự kiện này

Vào ngày 18 tháng 5, Nữ vương chủ trì một buổi ăn trưa tại lâu đài Windsor cho hơn 20 cựu hoặc hiện tại vua chúa hoặc nữ hoàng của các quốc gia khác. Trong buổi chiều vào cùng ngày đó, Thân vương xứ Wales và Nữ Bá tước Camilla của Cornwall chủ trì một bữa ăn tối. Các vua và nữ hoàng của các quốc gia cũng tham gia buổi ăn tối đó luôn nhưng Nữ vương Anh thì không có mặt. Các sự phê bình và chỉ trích chủ yếu tập trung vào sự hiện diện của vua Hamad bin Isa Al Khalifa, vị vua của Bahrain, tại buổi ăn trưa bởi vì ông ta đã đàn áp các cuộc biểu tình không thương tiếc trong quốc gia ấy vào năm 2011. Các người biểu tình tại Anh đã tập hợp bên ngoài lâu đài Buckingham vào bữa ăn tối, tuy nhiên ông Hamad đã không tham gia buổi ăn đó.

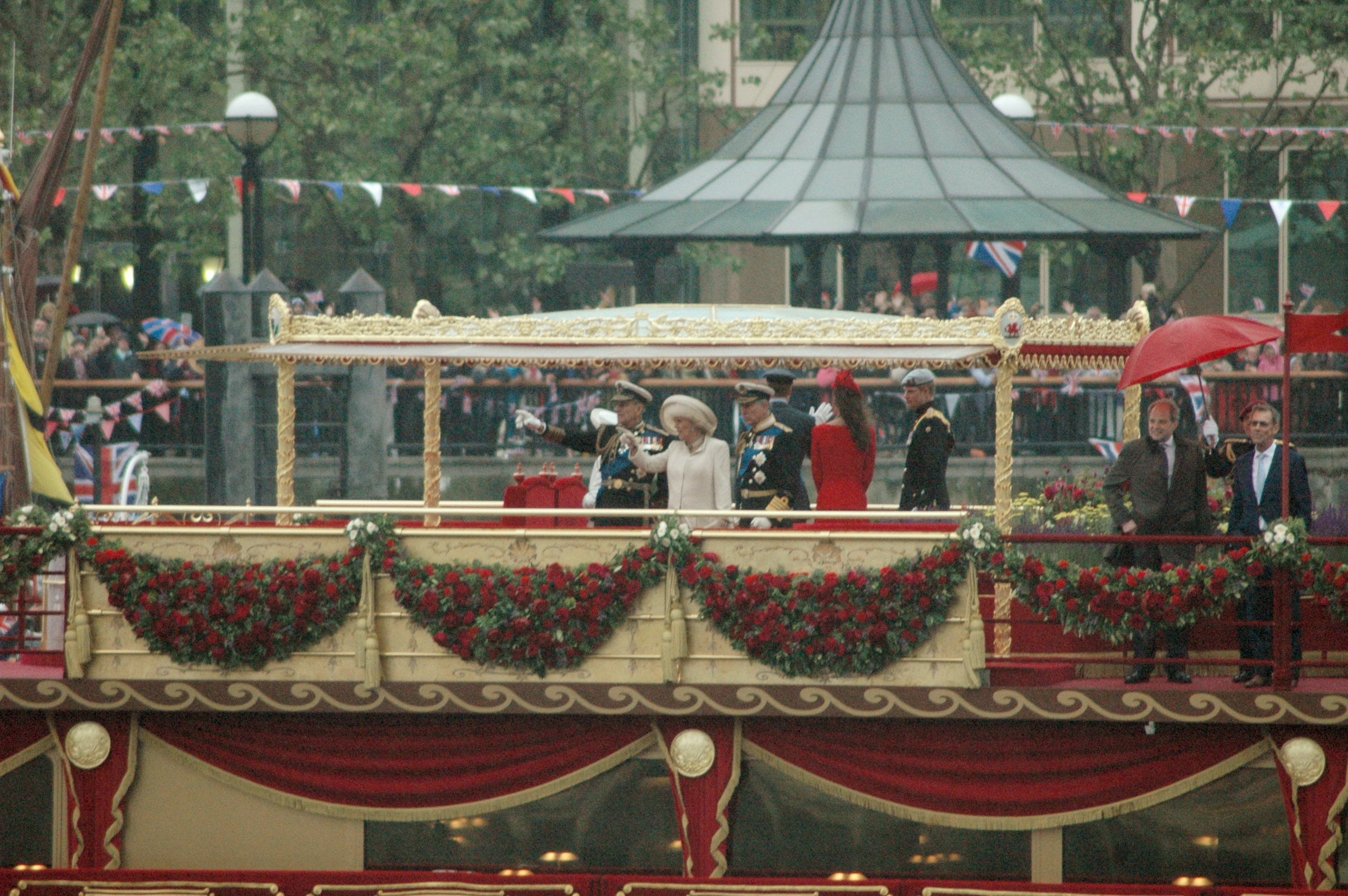
Hình của Vương tế Philip, Công tước xứ Edinburgh; Camilla, Công tước phu nhân xứ Cornwall; Charles, Thân vương xứ Wales; Vương tử William, Công tước xứ Cambridge; Catherine, Công tước phu nhân xứ Cambridge; và Vương tử Harry đang ở trên chiếc thuyền MS Spirit of Chartwell trong biểu diễu hành tàu, Thames Diamond Jubilee Pageant

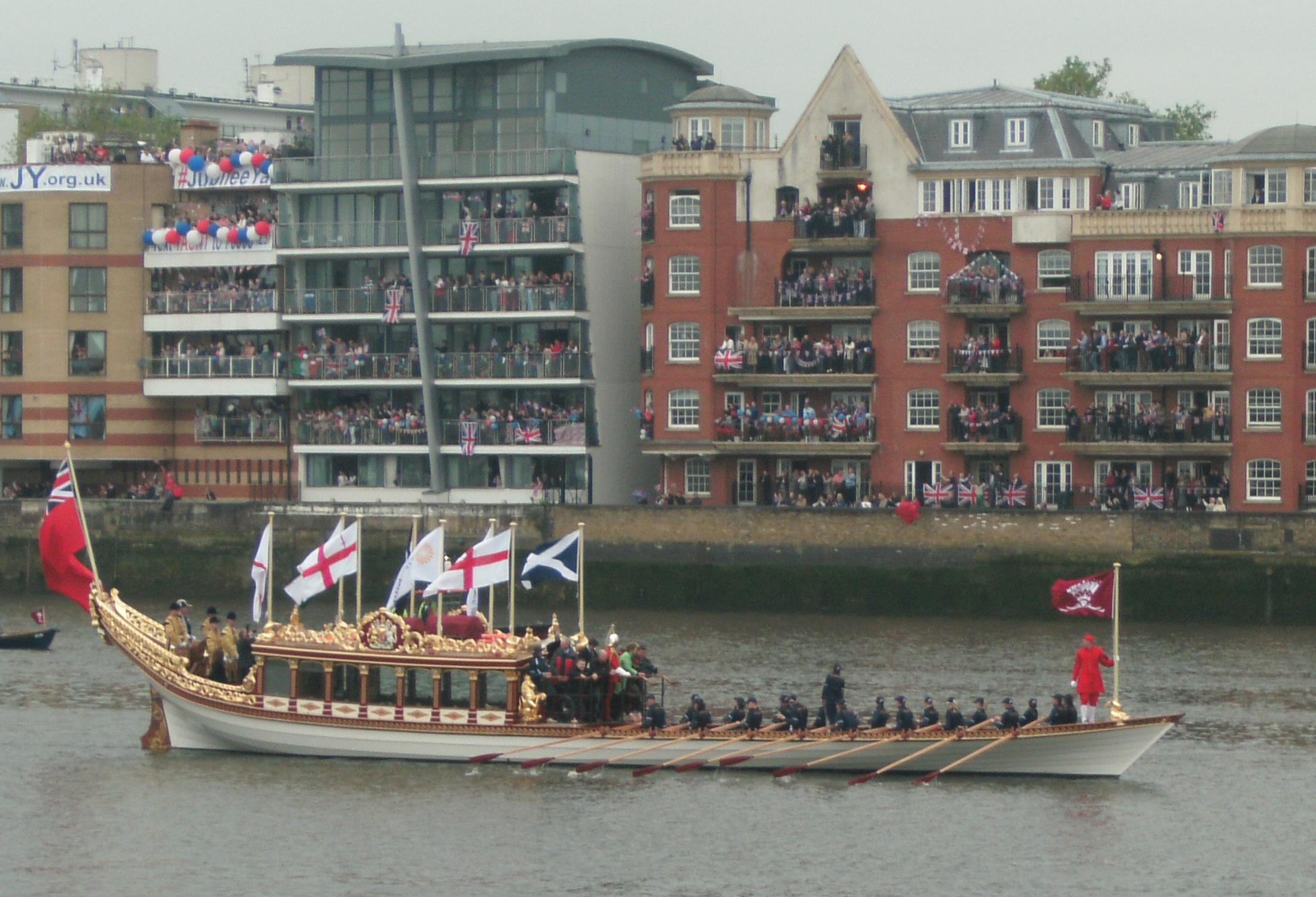
Tàu chỉ huy của quý tộc, chiếc thuyền có tên là Gloriana

Buổi diễu hành tàu thuyền Thames Diamond Jubilee Pageant được tổ chức tại sông Thames vào ngày 3 tháng 6; buổi diễu hành gồm có đến 1.000 tàu thuyền từ khắp nơi trong khối thịnh vượng chung— đây là buổi diễu hành có nhiều tàu nhỏ nhất trong vòng 350 năm—cùng với các lễ hội ăn mừng khác gần bờ hồ của dòng sông. Các trận mưa lớn bắt đầu đổ trong khi buổi diễu hàng được đang tiếp diễn và đội diễu hành bằng máy bay phải bị hủy vì có nhiều mây quá thấp và tầm nhìn không được rõ ở dưới đất. Sự kiện được nhiều thống đốc từ khắp khối thịnh vượng chung tham gia chứ không riêng gì thống đốc của Vương quốc Liên hiệp Anh và Bắc Ireland.
Các thành viên của gia đình quý tộc, thống đốc, thủ tướng từ các khối thịnh vượng chung đều tham dự nhiều dự kiện khác nhau bào ngày 4 và 5 tháng 6: Sự đón tiếp được diễn ra tại lâu đài Buckingham trước cuộc buổi hòa nhạc Diamond Jubilee; Sự vụ phục của ngày lễ tạ ơn sẽ được thực hiện vào những ngày sau đó tại St. Paul's Cathedral, cùng với sự tham gia của 2.000 quý khách; sự đón tiếp sẽ được diễn ra tại London's Guildhall; và bữa ăn trưa sẽ được tổ chức tại Lancaster, được chỉ trì của bí thư việc ngoại giao của UK. Another reception solely for governors-general was held by the Queen at Buckingham Palace. Còn một địa điểm đón tiếp nữa chỉ dành riêng cho các thống đốc được tổ chức tại lâu đài Buckingham, chủ trì bởi nữ hoàng. Chồng của bà, Vương phu Philip, Công tước xứ Edinburgh, bị vào bệnh cấp cứu do bệnh về ruột bóng đá vào ngày 4 tháng 6 và do đó không thể tham dự bất cứ sự kiện quan trọng nào.
Hàng ngàn các đèn hải đăng khắp các nước khối thịnh vượng chung được thắp sáng vào ngày 4 tháng 6. Số lượng đèn hải đăng lúc đầu dự tính sẽ là 2.012 nhưng cho đến khi ngày đăng ký kết thúc thì đã có tới 4.000 cái đèn đã được đăng ký chỉ tính riêng trong UK. Cái đèn hải đăng đầu tiên được phát sáng tại trường đại học Apifo'ou tại Nukuʻalofa, Tonga, bởi các nam và nữ trong nhóm hướng đạo sinh đã dùng đuốc vỏ dừa. Một số nước khác bao gồm Kenya, Úc, New Zealand, Ấn Độ, Sri Lanka và một số các quốc gia vùng Caribbean cũng tham gia sự kiện đèn hải đăng. Cái đèn hải đăng xa xôi nhất trên thế giới được phát sáng ở tại Tristan da Cunha, nó nằm ở phía Nam của Đại Tây Dương. Nó được thắp sáng bằng những cây không thuộc cây bản xứ. Tại UK, những người tham gia nghĩa vụ và bị thương sẽ đại diện cho các hội từ thiện và họ sẽ là những người các đèn hải đăng lên tới bốn đỉnh cao nhất của UK. Một trong những cái đèn được thắp sáng tại khách sạn Treetops tại vườn quốc gia Aberdare tại Kenya, chỗ mà hồi xưa nữ hoàng đã đăng quang. Nữ hoàng thắp sáng cái đèn ở bên ngoài lâu đài Buckingham vào lúc 10:30 giờ chiều bằng cách đúc viên kim cương to được cắt thẩm mỹ vào chỗ đã được thiết kế sẵn. Sự thắp sáng đèn được diễn ra cho đến khi cái đèn cuối cùng được thắp sáng tại Canada sau 8 tiếng từ lúc cái đèn đầu tiên được thắp.

## Các quốc gia khác

### Hồng Kông
Ở Hồng Kông, thuộc địa của Anh ở nước ngoài trước đây và là thuộc địa đông dân nhất cho tới năm 1997, đã diễn ra bữa ăn trưa Big Jubilee vào ngày 3 tháng 6 năm 2012, được tổ chức bởi khối Xã Hội Hoàng gia Thịnh Vượng Chung tại Hồng Kông. Vào ngày 5 tháng 6 năm 2012, sẽ có lễ tạ ơn tại Anh giáo Nhà thờ thánh John.